# Jekaterinoslawka (Amur)
Jekaterinoslawka (russisch Екатериносла́вка) ist ein großes Dorf (Selo) in der Oblast Amur (Russland) mit 9291 Einwohnern (Stand 1. Oktober 2021).

## Geographie
Der Ort liegt in der Seja-Bureja-Ebene, etwa 120 km Luftlinie östlich der Oblasthauptstadt Blagoweschtschensk am Oberlauf des Flusses Iwanowka, der nahe Blagoweschtschensk in die Seja mündet.
Jekaterinoslawka ist Verwaltungszentrum des Rajons Oktjabrski (Oktober-Rajon, benannt nach der Oktoberrevolution).

## Geschichte
Das Dorf am 15. Oktober 1894 von Umsiedlern aus dem Gouvernement Jekaterinoslaw (um die heutige Stadt Dnipro in der Ukraine) gegründet und nach diesem benannt. 1914 wurde die Strecke der Amureisenbahn durch den Ort geführt, heute Teil der Transsibirischen Eisenbahn.
Im Rahmen einer Verwaltungsreform wurde Jekaterinoslawka 1957 Verwaltungszentrum eines neu geschaffenen Rajons, 1964 Siedlung städtischen Typs. 1991 wurde der Ort wieder zu einer ländlichen Siedlung herabgestuft.

### Bevölkerungsentwicklung
| Jahr | Einwohner |
| ---- | --------- |
| 1901 | 525       |
| 1915 | 1.239     |
| 1939 | 3.686     |
| 1959 | 4.309     |
| 1970 | 6.921     |
| 1979 | 8.056     |
| 1989 | 9.197     |
| 2002 | 10.584    |
| 2010 | 9.723     |
| 2021 | 9.291     |

Anmerkung: ab 1939 Volkszählungsdaten

## Kultur und Sehenswürdigkeiten
In Jekaterinoslawka existiert ein seit 1988 öffentliches Historisches und Heimatmuseum.

## Wirtschaft und Infrastruktur
In Jekaterinoslawka als Zentrum eines Landwirtschaftsgebietes gibt es einige Betriebe der Lebensmittelindustrie.
Der Ort liegt an der Transsibirischen Eisenbahn (Streckenkilometer 7943 ab Moskau). Die Fernstraße M58 Amur umgeht den Ort einige Kilometer entfernt nördlich. Von dieser zweigt hier in südwestlicher Richtung die Regionalstraße R 465 über Tambowka nach Konstantinowka am Amur ab, zwei weitere Rajonverwaltungszentren.